# Idaea sinicata
Idaea sinicata là một loài bướm đêm trong họ Geometridae.